# Wycena nieruchomości
Wycena nieruchomości – postępowanie, w wyniku którego dokonuje się określenia wartości nieruchomości.

## Sytuacja w Polsce
W prawie polskim wycena nieruchomości została zdefiniowana w ustawie o gospodarce nieruchomościami jako proces, w którym dokonuje się:
- określenia wartości rynkowej nieruchomości,
- określenia wartości odtworzeniowej nieruchomości,
- ustalenia wartości katastralnej nieruchomości.

Wyceny nieruchomości dokonuje posiadający uprawnienia państwowe rzeczoznawca majątkowy w oparciu o przepisy rozporządzenia i standardy zawodowe., według jednego z podejść:
- porównawczym,
- dochodowym,
- kosztowym – oszacowywania wartości poniesionych nakładów na nieruchomości[6],
- mieszanym.

## Cele wyceny
Wycena dokonuje się na potrzeby: 
- postępowań sądowych, w tym podziału współwłasności,
- przeprowadzenia transakcji sprzedaży,
- ustalenia wysokości odszkodowania,
- szacowania wartości wynagrodzeń z tytułu służebności przesyłu.

### Wycena na potrzeby postępowań sądowych
Sądy i organy administracji ustalają wartość rynkową nieruchomości na podstawie dowodów w postaci operatów szacunkowych z opinii biegłych powoływanych spośród rzeczoznawców majątkowych.
Aspekty określania wartości rynkowej przez rzeczoznawców regulują:
- Rozporządzenie Rady Ministrów z dnia 21 września 2004 r. w sprawie wyceny nieruchomości i sporządzania operatu szacunkowego[8];
- Powszechne Krajowe Zasady Wyceny (PKZW) opracowane przez Polską Federację Stowarzyszeń Rzeczoznawców Majątkowych, jako zalecenie[9].